# Larreule (Altos Pirenéus)
Larreule é uma comuna francesa na região administrativa de Occitânia, no departamento dos Altos Pirenéus. Estende-se por uma área de 10,14 km². Em 2010 a comuna tinha 421 habitantes (densidade: 41,5 hab./km²).